# Krasnodar
Krasnodar (ros. Краснодар), do 1920 Jekaterynodar (ros. Екатеринодар, Jekatierinodar, dosłownie „dar Katarzyny”) – miasto w europejskiej części Rosji, położone nad rzeką Kubań, około 100 km od Morza Azowskiego i Morza Czarnego, siedziba administracyjna Kraju Krasnodarskiego. W 2021 roku liczyło 1 099 344 mieszkańców. Miasto jest głównym ośrodkiem przemysłowym i kulturalnym, a także węzłem komunikacyjnym regionu kubańskiego.

## Klimat
Krasnodar leży w strefie klimatu umiarkowanego. Zimy są łagodne z niestabilną pokrywą śnieżną: średnia temperatura stycznia, najchłodniejszego miesiąca w roku, wynosi 0,6 °C. Lata są gorące ze średnią temperaturą lipca 24,1 °C. Miasto otrzymuje 735 mm opadów rocznie.

## Historia

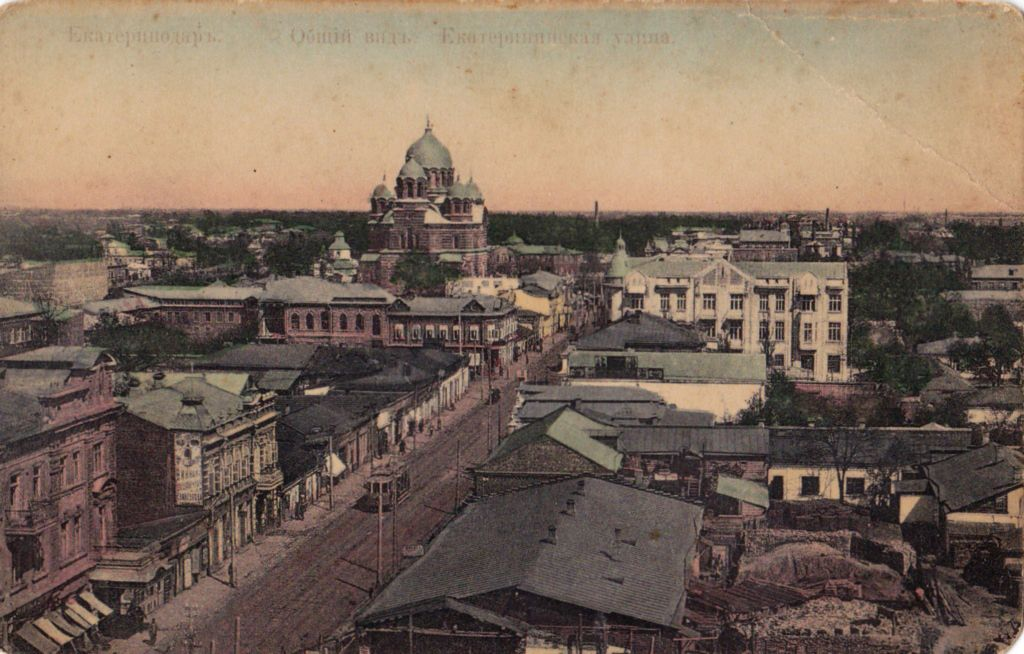
Jekaterynodar na początku XX w.

Miejscowość Jekaterynodar (nazwa na cześć carycy Katarzyny) została założona w 1793 roku przez kozaków (byłych zaporoskich) sprowadzonych na rozkaz carycy Katarzyny dla obrony południowych granic Rosji. Kozacy zasiedlili cały Kubań, brali udział w opanowywaniu rejonu Kaukazu. W 1794 roku ukończono budowę twierdzy, która stanowiła centrum Kozackiego Wojska Czarnomorskiego. W 1860 roku Jekaterynodar ustanowiono siedzibą administracyjną obwodu kubańskiego, a w 1867 roku nadano mu prawa miejskie. Pod koniec XIX wieku do miasta doprowadzono linię kolejową łączącą z Noworosyjskiem i Tichorieckiem, co przyczyniło się do wzrostu znaczenia Jekaterynodaru jako węzła transportowego i ośrodka handlowo-przemysłowego. Na początku XX wieku wybudowano liczne zakłady przemysłowe, m.in. zakłady obróbki metali, rafinerie i odlewnię żeliwa. W czasie rosyjskiej wojny domowej w rejonie miasta toczono zacięte walki, podczas nieudanej próby odebrania miasta czerwonym w kwietniu 1918 r. zginął gen. Ławr Korniłow. W latach 1918–1920 miasto było stolicą Kubańskiej Republiki Ludowej. W 1920 roku postanowieniem Ludowego Komisariatu Spraw Wewnętrznych RFSRR Jekaterynodar przemianowano na Krasnodar. Od 1937 roku miasto jest stolicą Kraju Krasnodarskiego.
Od sierpnia 1942 do lutego 1943 miasto było okupowane przez Niemców. Wielu Kozaków Kubańskich walczyło po ich stronie, część mieszkańców miasta kolaborowała z okupantem. Z tego powodu po wyzwoleniu przez Armię Czerwoną miały tu miejsce procesy oskarżonych o zbrodnie wojenne. Osiem osób powieszono publicznie na centralnym placu Krasnodaru.

## Gospodarka
Głównymi gałęziami przemysłu w Krasnodarze są przemysł maszynowy i metalowy (zakłady produkcji ciągników i maszyn rolniczych, narzędzi, przyrządów pomiarowych, urządzeń gazowych, przyrządów medycznych, baterii słonecznych i akumulatorów). Ponadto działają w mieście zakłady przemysłu rafineryjnego, chemicznego (tworzywa sztuczne, wyroby gumowe), materiałów budowlanych, włókienniczego, odzieżowego, skórzanego, spożywczego, papierniczego, drzewnego (meblarskie) i ceramicznego (porcelana i fajans).

## Transport

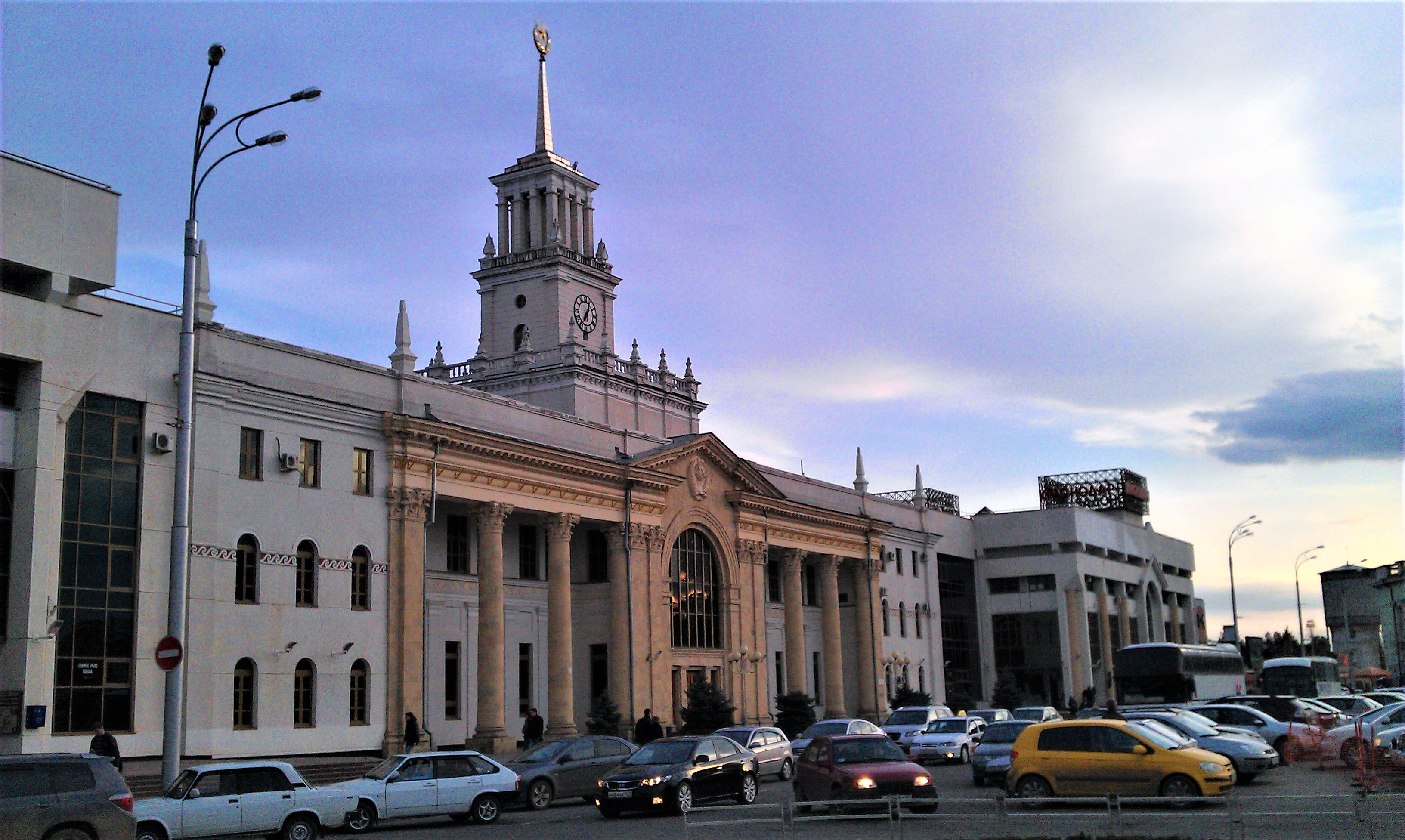
Stacja kolejowa Krasnodar-1

- W mieście znajduje się stacja kolejowa Krasnodar-1.
- Trolejbusy w Krasnodarze
- Tramwaje w Krasnodarze
- Port lotniczy Krasnodar – port lotniczy
- Kuban Airlines – linia lotnicza

## Administracja
Miasto posiada status administracyjnego i politycznego centrum Kraju Krasnodarskiego. Najwyższym organem rządzącym jest Duma Krasnodaru.
Miasto podzielone jest na cztery rejony administracyjne: Zapadnyj (199,5 tys. mieszkańców w 2021 roku), Karasunskij (306,1 tys.), Prikubanskij (404,9 tys.) i Centralnyj (188,8 tys.).

## Nauka
Miasto jest ważnym ośrodkiem naukowo-badawczym z licznymi instytucjami naukowo-badawczymi (m.in. w dziedzinie poszukiwania ropy i gazu, produkcji i rafinacji ropy naftowej oraz gazu, jak również technologii ciągników i maszyn rolniczych oraz przemysłu spożywczego) oraz szkołami wyższymi (Kubański Uniwersytet Państwowy, Kubański Uniwersytet Rolniczy, Kubański Uniwersytet Technologiczny, Innowacyjny Uniwersytet Przedsiębiorczości, Kubański Uniwersytet Medyczny, Krasnodarski Uniwersytet Kultury i Sztuki, Kubański Uniwersytet Kultury Fizycznej, Sportu i Turystyki, Krasnodarska Wyższa Szkoła Lotnictwa Wojskowego i inne).
W mieście znajduje się filia Armawirskiej Państwowej Akademii Pedagogicznej.

## Kultura

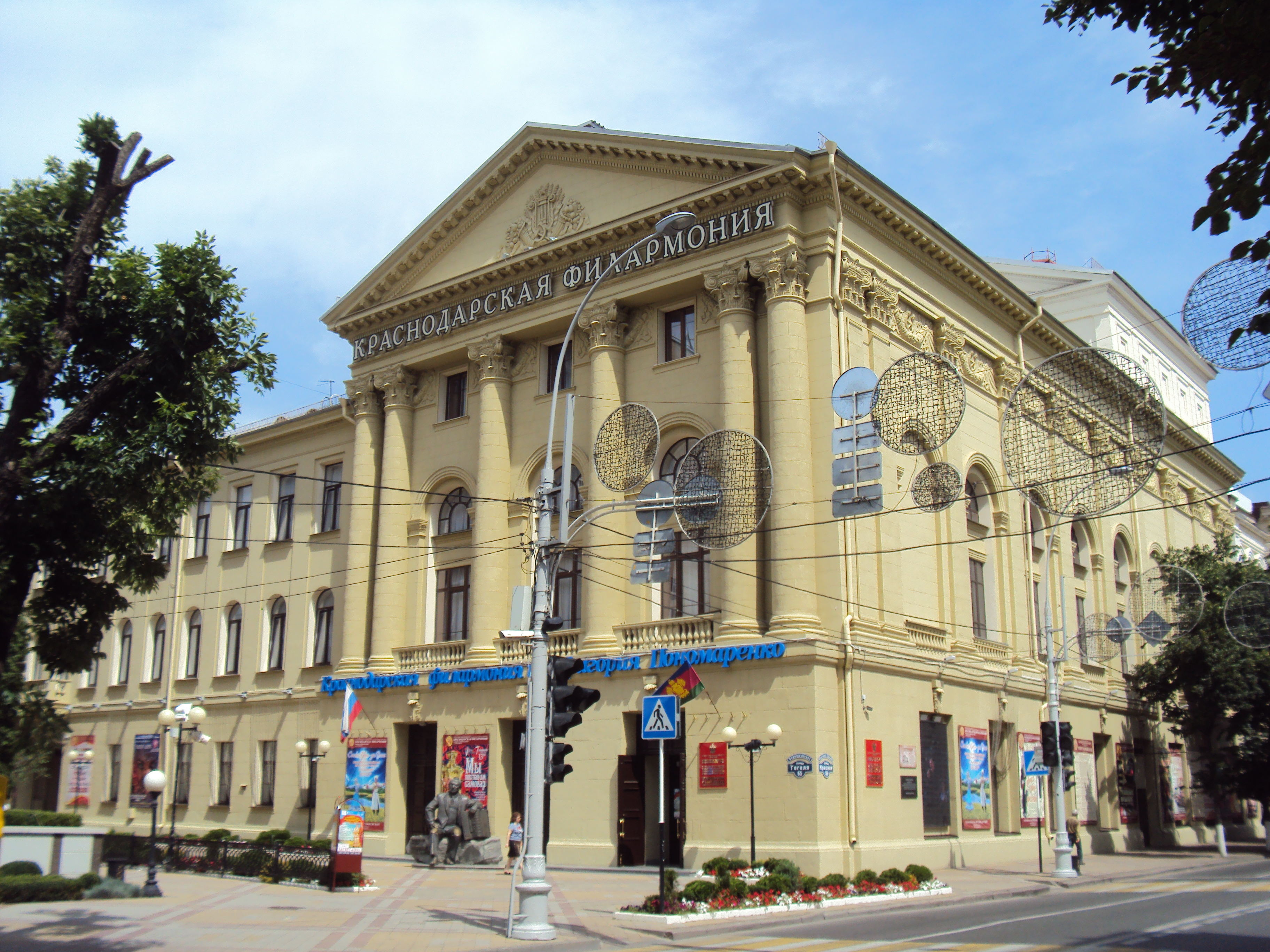
Filharmonia

W mieście działają liczne instytucje kultury, m.in. teatry (dramatyczny, operetkowy, lalek), filharmonia, cyrk, muzeum historyczno-archeologiczny oraz muzeum sztuki. Do najważniejszych zabytków zaliczają się liczne budynki z przełomu XIX i XX wieku, m.in.: sobór św. Katarzyny, kamienica „Zielony Dom”, budynek poczty, budynek Sbierbanku, budynek muzeum sztuki.
Jako kulturowe i rozrywkowe centrum regionu Krasnodar posiada liczne pomniki: kompleks poświęcony pamięci bohaterów rewolucji październikowej i II wojny światowej, pomnik-figura Matki-Ojczyzny, płaczącej po poległych żołnierzach; Czasza Wiecznego Ognia, płonącego w dzień i noc ku pamięci ofiar II wojny światowej, architektoniczna kompozycja „Aurora” – potężna kilkunastometrowa figura kobiety w mundurze żołnierskim.

## Religia
Krasnodar jest siedzibą eparchii jekaterynodarskiej Rosyjskiego Kościoła Prawosławnego. Katedrą eparchii jest sobór św. Katarzyny w Krasnodarze. Statusu soboru posiada w mieście jeszcze sobór św. Aleksandra Newskiego, wzniesiony jako główna świątynia Kozaków kubańskich.

## Sport

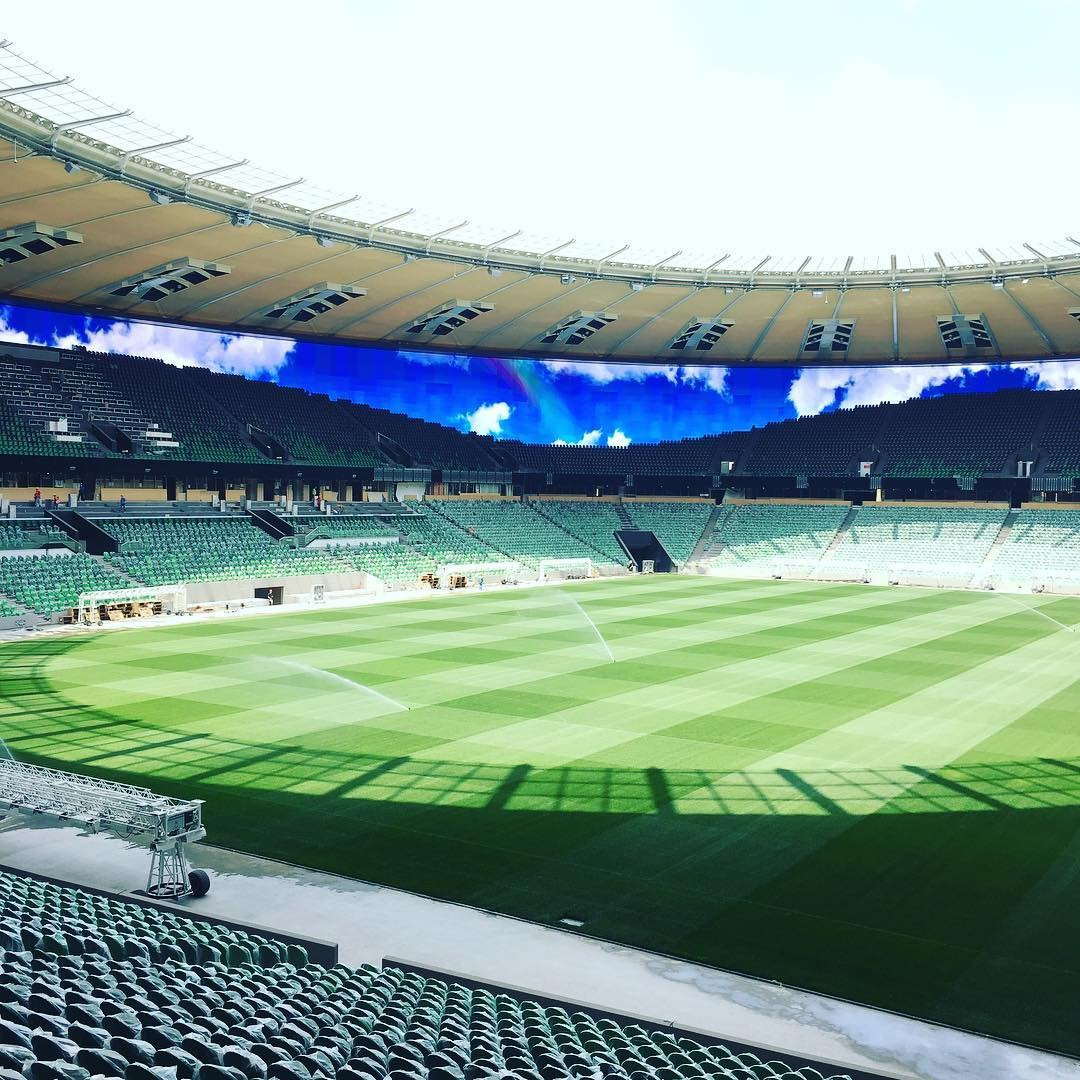
Stadion FK Krasnodar

- Kubań Krasnodar – były klub piłkarski
- Kubań Krasnodar – były klub hokejowy
- FK Krasnodar – klub piłkarski
- Dinamo Krasnodar – klub piłki siatkowej mężczyzn
- Dinamo Krasnodar – klub piłki siatkowej kobiet
- Lokomotiw Kubań – klub koszykarski
- Urożaj Krasnodar – klub piłkarski

## Miasta partnerskie
- Tallahassee, USA
- Karlsruhe, Niemcy
- Burgas, Bułgaria
- Harbin, ChRL
- Ferrara, Włochy